# Гълъбари
Гълъбари е бивше село в североизточна България, област Разград. Старото му име е било Касчилар. През 1940 г. с министерска заповед № 3077/обн. на 23 ноември 1940 г. село Гълъбари е присъединено към село Бисерци и е заличено като самостоятелно селище.